# Catalina de Velasco y Mendoza
Catalina de Velasco y Mendoza (ca. 1455–fl. 1498), fue una dama noble castellana, condesa de Miranda, también conocida como Catalina de Mendoza.

## Orígenes familiares
Catalina de Velasco nació en el seno de una de las familias nobles más poderosas de finales del siglo XV de la Corona de Castilla, la Casa de Velasco. Fue hija de Mencía de Mendoza y Figueroa (1421-1500) y de Pedro Fernández de Velasco (1425-1492), condes de Haro, los “condestables” de Castilla que recibieron sepultura en la Capilla de los Condestables de la catedral de Burgos. Tuvo por hermanas a Beatriz de Velasco, Leonor de la Vega y Velasco, María de Velasco, Isabel de Velasco y Mencía de Velasco, y por hermanos a Bernardino Fernández de Velasco I Duque de Frías, y a Íñigo Fernández de Velasco, que le sucedió en el título.Por parte de madre era nieta del I marqués de Santillana, Iñigo López de Mendoza, famoso poeta castellano, conocido en la época por “el de los Proverbios".

## Biografía

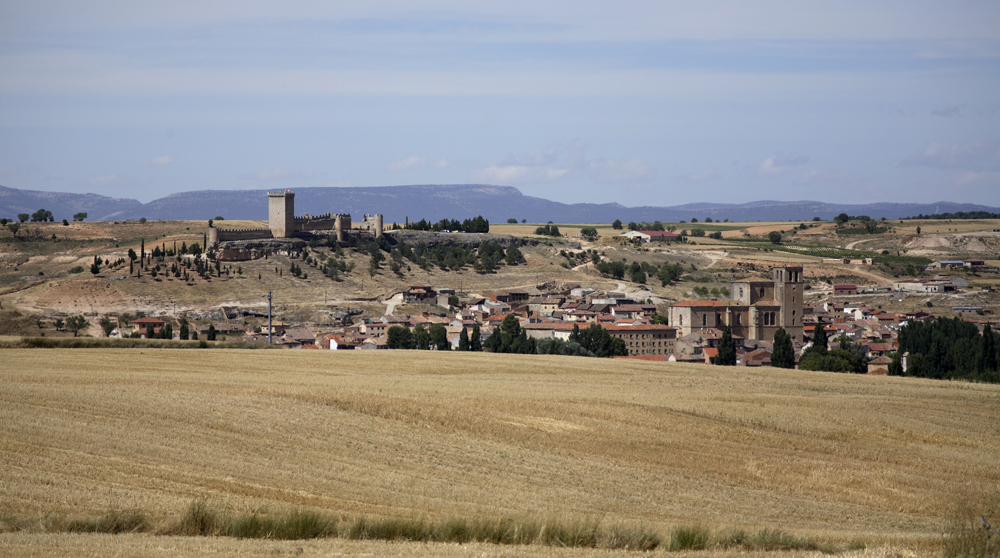
Vista panorámica de la localidad y el castillo de Peñaranda de Duero.

Antes de contraer matrimonio, no hay datos que aportar a su biografía. Contrajo matrimonio con Pedro López de Zúñiga y Avellaneda, señor de la casa Avellaneda y II Conde de Miranda del Castañar, cuyo título adoptará también Catalina. Catalina y su esposo fijaron su residencia en Peñaranda de Duero (Burgos),villa que se convirtió en cabeza del mayorazgo del linaje de los Zúñiga.

Tras la muerte del conde en 1492, Catalina asumió la educación y tutela de sus hijos, especialmente de Francisco, primogénito y heredero del mayorazgo, en cumplimiento de la voluntad testamentaria de su esposo.Esta responsabilidad quedó documentada en varios procesos en los que Catalina intervino de manera activa como tutora:  
[…] Doña Catalina de Velasco condesa de Miranda, muger que fue de don Pedro de Stuñiga conde de Miranda ya defunto, como tutora e gobernadora dela persona e bienes del conde de Miranda don Francisco de Stuñiga su hijo […] 
Estuvo también presente en las capitulaciones matrimoniales de su hijo Francisco, con María Enríquez de Cárdenas en 1495. Es aquí donde aparece su particular firma manuscrita: “La tryste mas lastymada”, aludiendo, quizás, a su viudedad y el sentimiento que ello le producía.El hecho de que sea la propia Catalina la que manuscribe el texto da noticia de su capacidad lectoescritora, acorde con la culta familia de la que procedía.

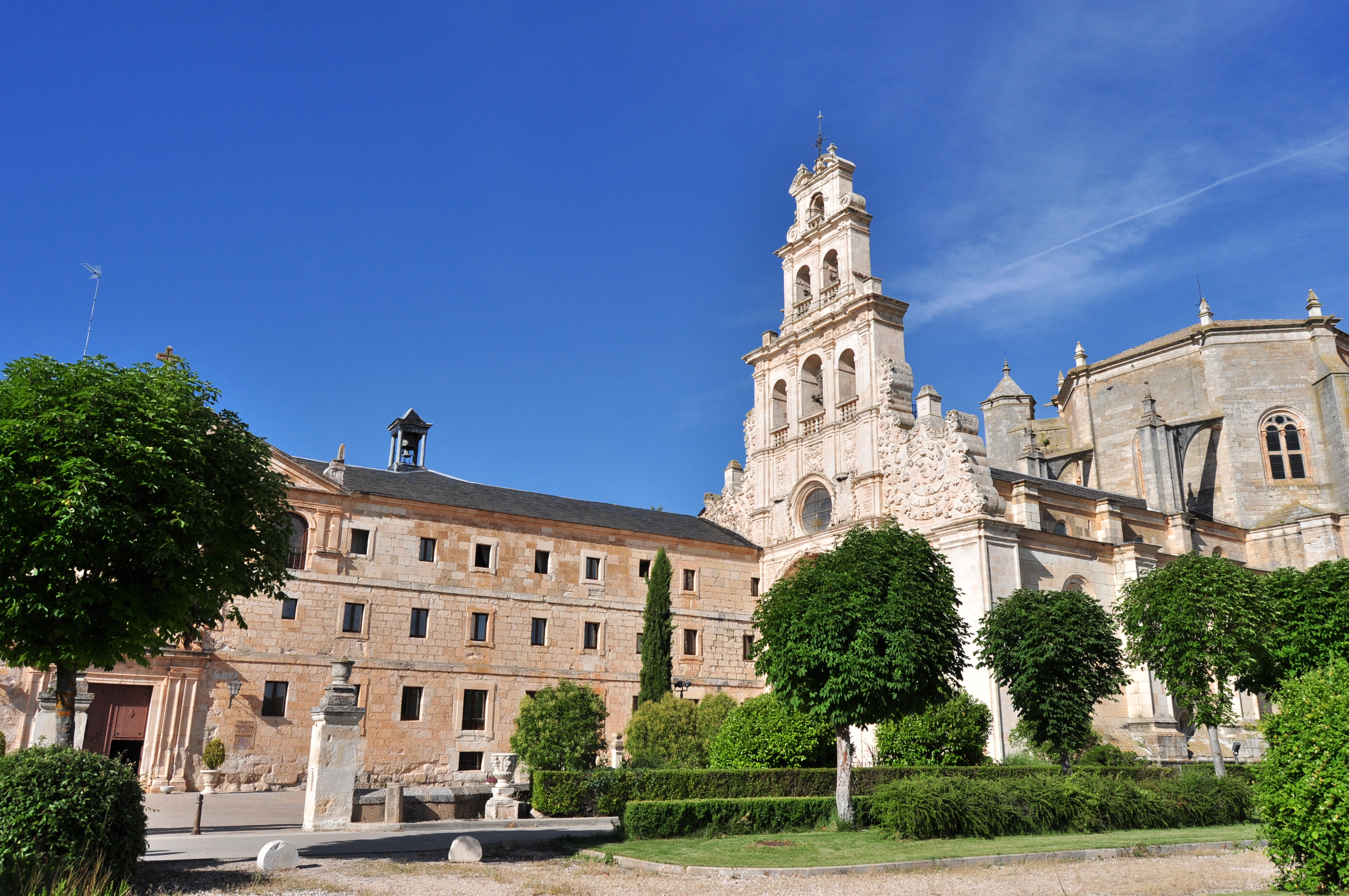
Monasterio de Santa María de la Vid

Se estima que Catalina fallecería en el año 1498, ya que su madre Mencía de Mendoza aprobó una de sus cláusulas testamentarias en junio de este año. Fue enterrada junto a su esposo en la capilla mayor del monasterio premonstratense de Santa María de La Vid, cenobio cercano a la villa de Peñaranda de Duero y en el que su hijo Iñigo ejerció como abad.

## Catalina, gobernadora del señorío
Catalina ejerció el poder directo sobre la gestión de los asuntos económicos, sociales y jurídicos de la casa Zúñiga demostrando así que fue, no solo portadora del título de condesa, sino también gobernadora del señorío y cabeza de la casa noble. En el Archivo General de Simancas se conservan varios documentos judiciales que registran eventos en los que la condesa de Miranda tuvo una participación activa. Estos documentos la mencionan como responsable de resolver conflictos con otras villas e instituciones, de las deudas de los vasallos judíos que habitaban su territorio y de los pleitos a demanda de la misma, lo que evidencia el papel central de Catalina de Velasco en la administración y gestión de la casa Zúñiga tras el fallecimiento del conde.
Como señora de la casa, Catalina contaba con varios agentes a su disposición, documentados en algunos expedientes. Se pueden constatar los siguientes: 
- Francisco de Orozco, mayordomo, al cual mandó apresar y prender posteriormente por ser acusado de huir con “seysçientos myll maravedís poco más o menos”.[14]

- Un escudero de apellido Guzmán, que ya había trabajado al servicio de la familia y al que seguiría pagando su salario por continuar con dichas funciones tras el fallecimiento del conde:

Sepades que por parte de doña Catalina de Velasco, condesa de Miranda, nos fue fecha relación por su petición […] diciendo que [vacío] de Guzman, vezino desta dicha villa de Burgo, bivio con el conde de Miranda su marido et despues con ella et con el conde su fijo mucho tiempo et que en todo este dicho tiempo fiz que le fue pagado su quytaçion […] et pagándole su quitaçion seruiese donde la dicha condesa le mandase […].
- Otro vasallo llamado Diego de Proaño, al cual le pagaba el acostamiento.[16]
- Un criado de nombre Juan López de Aza, que aparece como testigo en la firma de documentos al igual que Diego de Chinchilla, escribano y notario por las autoridades apostólicas y reales, pero también, secretario de la condesa de Miranda.[10]

## Símbolos del poder señorial

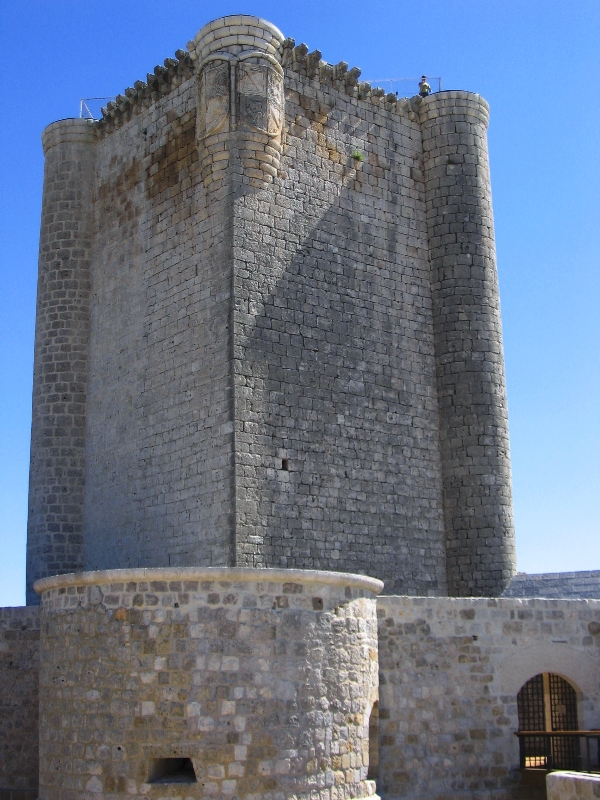
Torreón del castillo de Íscar

En el castillo de Íscar se conserva el escudo de armas de Catalina de Velasco y Mendoza junto al de su esposo, situados ambos en una de las torres defensivas, puesto que el matrimonio fue el encargado de su reforma.
En Peñaranda de Duero, el rollo de justicia fue erigido durante su mandato como II condes de Miranda, tras el nombramiento de la villa como epicentro del señorío. El rollo jurisdiccional se colocó como símbolo de justicia, riqueza, poder y autonomía local. En su origen estuvo ubicado extramuros, donde cumplía su función, pero siglos después decidió colocarse frente al Palacio Ducal de Avellaneda.  Aunque hoy en día permanece visible, los escudos en los que aparecían las armas de los Zúñiga fueron cercenados.

## Descendencia
Del matrimonio de Catalina de Velasco y Pedro de Zúñiga nacieron varios hijos:
- Francisco de Zúñiga Avellaneda y Velasco (m. ca. 1536), III conde de Miranda del Castañar, virrey de Navarra y sucesor del mayorazgo.

- Catalina de Zúñiga, casada con Alonso Carrillo de Toledo, VII señor de Pinto y Caracena, sin sucesión.
- Aldonza de Zúñiga Avellaneda y Velasco, condesa de Paredes, casada con Pedro López de Ayala, VI conde de Salvatierra de Álava, señor de Ayala.
- Iñigo López de Mendoza y Zúñiga (m. 1539), obispo de Coria, de Burgos (1526) y cardenal en 1529, abad del monasterio de Santa María de La Vid.
- Juan de Zúñiga y Avellaneda, comendador mayor de Castilla, en la orden de Santiago (m. 1546), casado con Estefanía de Requesens (m. 1549), hija de los señores de Requesens y Martorell, ayo y mayordomo del príncipe Felipe (II).
- Pedro de Zúñiga y Velasco, que murió sin sucesión.
- María y Mencía, monjas en el monasterio de Santo Domingo de Guzmán de Caleruega.